# 千葉公園野球場
千葉公園野球場（ちばこうえんやきゅうじょう）は、千葉県千葉市中央区弁天の千葉公園内にあった野球場。1949年に完成し、2020年3月31日に廃止された。
千葉都市モノレール2号線の千葉公園駅に近く、車内からはフィールドを見ることができた。野球場の跡地には、大規模イベント開催が可能な芝生広場やカフェなどの施設がつくられる予定である。

## 歴史
- 1949年（昭和24年）に完成した掘り下げ式の球場。
- 1950年（昭和25年）4月、日本学生野球協会結成記念大会が開催される[3]。
- 1950年、1952年（昭和27年） - 1956年（昭和31年）プロ野球公式戦が行われる。
- 2001年、高校野球千葉大会での使用がこの年を最後に終わる。後に硬式・準硬式球が使用禁止となり、軟式野球用の球場として使われる[3]。
- 2019年8月、市が『千葉公園再整備マスタープラン』で2020年3月での球場の廃止を決める[3]。
- 2020年3月31日、廃止[2]。

## プロ野球公式戦開催実績
13試合開催。内訳はセ・リーグ7試合、パ・リーグ6試合。
- 1950年3月28日 読売ジャイアンツ 4-1 広島カープ
- 1952年3月25日 国鉄スワローズ 0-4 名古屋ドラゴンズ
- 1952年6月18日 読売ジャイアンツ 3-17 国鉄スワローズ
- 1952年8月5日 大映スターズ 1-2、1-0 近鉄パールス（ダブルヘッダー）
- 1952年9月11日 大映スターズ 0-3 毎日オリオンズ
- 1953年5月16日 国鉄スワローズ 2-4 広島カープ
- 1954年4月15日 読売ジャイアンツ 9-7 広島カープ
- 1954年6月10日 国鉄スワローズ 7-1 洋松ロビンス
- 1955年5月3日 大映スターズ 1-6 近鉄パールス
- 1955年5月28日 国鉄スワローズ 4-9 広島カープ
- 1956年7月21日 大映スターズ 5-1、4-6 近鉄パールス（ダブルヘッダー）

## 施設概要
- 敷地面積：24,750 m2
- 両翼：92m、中堅：119m
- 内野：土、外野：芝
- 収容人員：10,000人（内野＝ベンチ・立ち見 5,000人、外野＝芝生 5,000人）
- スコアボード：手書き式
- 照明設備：あり
- 更衣室:なし

## 交通
- 千葉都市モノレール・千葉公園駅下車後徒歩約5分
- JR千葉駅・東千葉駅より徒歩15分